# Come si seducono le donne
Come si seducono le donne è un breve saggio futurista composto da Filippo Tommaso Marinetti nel 1916.

## Storia editoriale
Malgrado la natura estemporanea, Come si seducono le donne fu il miglior successo editoriale di Marinetti, tanto da essere l'unica opera ristampata per ben due volte in vita dell'autore.
Il testo fu pubblicato la prima volta nel 1917 per le "Edizioni da Centomila copie" di Firenze; una seconda edizione nel 1918 si deve a Edizioni Excelsior di Milano. Nel 1920 uscì presso Sonzogno un'edizione ampliata, con il titolo Come si seducono le donne e si tradiscono gli uomini. La terza edizione (1941), che ripristinava il titolo originale, fu sequestrata per ordine del Minculpop.
Un ampio stralcio del settimo capitolo (La donna e la complicazione) era stato ripubblicato dall'autore nel volume Scatole d'amore in conserva del 1927.

## Contenuto
Il testo si presenta, già dal titolo, come un prodotto più accessibile e 'leggero' rispetto alle opere sperimentali composte da Marinetti negli anni precedenti (le parole in libertà di Zang Tumb Tumb, 1912 e Dune, 1914).
In effetti il testo ha un'origine estemporanea, essendo stato dettato da Marinetti a Bruno Corra nel settembre 1916, durante una temporanea assenza dal fronte della Grande Guerra. Come avverte lo stesso autore, le bozze furono da lui corrette durante una convalescenza all'ospedale militare di Udine. Paradossalmente, malgrado questa origine "orale", è una delle rare opere italiane di Marinetti a rispettare le convenzioni della sintassi e della punteggiatura. Fu anche il primo vero successo commerciale dell'autore, abituato a stampare i libri a sue spese e a distribuirli gratuitamente Con un titolo del genere il libro sembrava concepito apposta per il nuovo pubblico maschile che si era formato nelle trincee: del resto lo stesso Marinetti era convinto che la guerra stesse modificando profondamente anche i comportamenti sessuali di uomini e donne.
Il manuale presenta molti tratti in comune con i primi manifesti del futurismo composti da Marinetti stesso. Il tono è particolarmente polemico, e i contenuti (se si pensa all'anno della prima pubblicazione) fortemente scabrosi. Inoltre, se i manifesti erano spesso articolati in 11 punti, Come si seducono le donne è suddiviso in 11 capitoli.
Per spiegare all'aspirante futurista "come si seducono le donne", Marinetti ricorre molto spesso a episodi della sua vita, alimentando l'immagine di un tombeur de femmes fulmineo e irresistibile. In questo senso il libro rappresenta il passaggio del futurismo da movimento artistico e letterario a movimento di costume: il fondatore non si rivolge più soltanto agli "uomini di genio", artisti o scrittori, ma a tutti gli aspiranti seduttori; se i manifesti sono prontuari in parte concepiti per dimostrare che chiunque può diventare un letterato futurista con un po' di coraggio e qualche sforzo, lo scopo del libretto è dimostrare che tutti possono diventare futuristi, se non in letteratura, almeno in amore (e in guerra, dal momento che le doti dell'amatore futurista coincidono con quelle del buon soldato: coraggio, rapidità, intelligenza strategica, rifiuto delle "complicazioni…")
Nel decimo capitolo, Donne, preferite i gloriosi mutilati, Marinetti vede nelle ferite di guerra un'occasione per modificare in senso futurista il corpo umano, fondendolo con l'acciaio. Questa rilettura in chiave futuristica delle mutilazioni sarà ripresa nel successivo romanzo L'alcova d'acciaio.
Gloria alla pelle umana straziata dalla mitraglia! Scopritene lo splendore scabro![…]
Donne, fate che ogni italiano dica partendo: Voglio offrirle al mio ritorno una bella ferita degna di lei!… Voglio che la battaglia mi riplasmi il corpo per lei!… Voglio essere così modificato dalle granate e dalle baionette nemiche per lei!… […]
Questo non è Romanticismo che disprezza il corpo in nome d'una astrazione ascetica. Questo è il futurismo che glorifica il corpo modificato e abbellito della guerra.[…]
La chirurgia ha già iniziato la grande trasformazione. Dopo Carrel la guerra chirurgica compie fulmineamente la rivoluzione fisiologica. Fusione dell'Acciaio e della Carne. Umanizzazione dell'acciaio e metallizzazione della carne nell'uomo moltiplicato. Corpo motore alle diverse parti intercambiabili e rimpiazzabili. Immortalità dell'uomo!»
Nello stesso capitolo Marinetti invita a "equilibrare le forze dei due sessi" arruolando anche le donne:

## Edizioni
- Filippo Tommaso Marinetti, Come si seducono le donne, prefazione di Carmen Llera, collana Caratteri del '900, Vallecchi, 2003,  p. 130, ISBN 88-8427-088-X.
- Filippo Tommaso Marinetti, Come si seducono le donne, a cura di Andrea Chinappi, Circolo Proudhon Edizioni, 2015, pp. 130, ISBN 978-88-99488-07-9
- Filippo Tommaso Marinetti, Come si seducono le donne, introduzione di Cecilia Bello Minciacchi, BUR, Rizzoli, 2015.

È in commercio anche una riproduzione anastatica dell'edizione del 1917.